# Смодор, Михаил Маркович
Михаи́л Ма́ркович Смо́дор (при рождении Моисе́й Мо́рдухов Самоду́р; 20 января 1882, Любавичи, Оршанский уезд, Могилёвская губерния, Российская империя — 4 января 1944, Галич, Костромская область, РСФСР, СССР) — российский и советский фотограф, предприниматель. По происхождению — еврей из мещан, беспартийный. Известен как фотолетописец уездного города Галича, на протяжении трёх десятилетий (с 1907 года) создававший уникальную фотографическую хронику его архитектуры, пейзажей, быта и жителей.

## Биография

### Ранние годы и обучение
Родился 20 января 1882 года в местечке Любавичи Могилёвской губернии в мещанской семье. При рождении — Моисей Мордухов Самодур. Около 1905 года, перед началом самостоятельной работы, взял фамилию матери — Смодор (согласно еврейской традиции). В 16 лет (около 1898 года) был отдан на обучение к варшавскому фотографу Якову Тираспольскому, имевшему престижные ателье в Варшаве, Лодзи, Воронеже, Одессе (в доме Пурица на углу Дерибасовской и Ришельевской). Тираспольский был известен как требовательный педагог и обладатель многочисленных наград и лестных отзывов, в том числе от императорской фамилии, короля Дании, Императорского русского технического общества, а также персидского ордена Льва и Солнца; он успешно фотографировал персидского шаха. Смодор сохранял уважение к учителю всю жизнь, хотя, по некоторым оценкам, превзошёл его в мастерстве. Семилетнее обучение (до 1905 года) было всесторонним: помимо технических навыков, оно включало развитие культурного уровня (чтение книг по искусству, посещение музеев) и освоение «павильонной этики». По окончании получил от учителя рекомендательные письма и накопленные средства.
Завершив обучение в 23 года (1905 г.), недолго работал наёмным фотографом в Москве.

### Переезд в Галич и открытие фотоателье
Стремясь к собственному делу, Смодор приобрёл фотооборудование. 22 марта 1906 года, находясь в Буе у брата Марка Марковича Смодора (1870—1949), подал прошение костромскому губернатору об открытии фотографии в Буе, приложив диплом мастера орнаментно-живописного ремесла (Вологодская Ремесленная Управа №62). Одновременно подал прошение и на Галич. 24 марта получил свидетельство №1354 на открытие ателье в Буе. В Буе познакомился с будущей женой Фаиной Ароновной Фарбман.
Осенью 1906 года впервые посетил Галич, ознакомился с работой местных фотографов (Колесова и Перепёлкина), посетил знакомых (семью Акимовых). Получив разрешение, в начале 1907 года окончательно переехал в Галич. Арендовал двухэтажный дом купца Михаила Николаевича Поспелова на Богоявленской улице (ныне ул. Подбельского, д. 8) с пристройками и двором. На втором этаже обустроил фотоателье «Универсальная фотография». Посетители попадали в ателье по парадной лестнице через приёмную в светлый съёмочный зал; имелись также тёмные комнаты для обработки материалов. Для оформления съёмочных "задников" привлекал галичского художника Ивана Ивановича Каликина. В доме Смодор жил и работал до конца жизни. Ателье быстро завоевало популярность. Смодор был известен трудолюбием, работал до 20 часов в день, без помощников.

### Творческая и общественная деятельность
Помимо портретов, создал обширную фотолетопись Галича. Был библиофилом, собрав большую библиотеку (издания по истории искусства А. Бенуа, И. Грабаря, классика, сочинения В. И. Ленина, юбилейное издание к 300-летию Дома Романовых и др.), ставил на книгах свой экслибрис. Выписывал журналы «Советское фото» и «Пионер». Любовь к книгам сблизила его с галичским книготорговцем и краеведом К. В. Палиловым. По его просьбе и при его участии Смодор снимал виды города, архитектуру, быт галичан (особенно любил Рыбную слободу и дружил с рыбаками). Часть этих снимков издавалась Палиловым в виде почтовых открыток в типографии И. Д. Сытина (родственника Палилова), часто без указания имени фотографа. Фотографии также использовались для оформления краеведческого уголка в Народной библиотеке, открывшейся в 1906 году.
Участвовал в губернских выставках в Костроме в 1913 (во время визита царской семьи) и 1915 годах. Во время Первой Мировой войны был освобождён от призыва «по слабости сердца».

### Советский период
Революцию 1917 года и Гражданскую войну Смодор воспринял неоднозначно, своё отношение к новой власти выражал, в частности, в фотоколлажах; по словам его друга, поэта Соловьёва-Нелюдима, Смодор считал, что «от Советов только вывеска осталась». В период «смуты» количество заказов сократилось, но с началом НЭПа поток клиентов возобновился. В 1921 году стал активным членом галичского отделения Костромского научного общества по изучению местного края, участвовал в создании музея, документируя жизнь города и памятники старины.
В 1922 году женился на Фаине Ароновне Фарбман (1893/1898—1987). В семье родились сыновья Рафаил (14 октября 1923) и Лев (11 апреля 1926); на их рождение были получены «Выписи» (свидетельства). С появлением детей семья завела корову.
В начале 1930-х годов, в период коллективизации, владелец дома М. Н. Поспелов был раскулачен, дом подвергся «уплотнению» (в него вселили семьи Новиковых и Ёлшиных). Смодор сопротивлялся коллективизации, государство облагало его высокими налогами. 1 августа 1930 года его фотостудия была национализирована и вошла в комбинат бытового обслуживания. После этого в Галиче появились другие фотографы (Н. С. Орлов — сын фотографа С. А. Орлова, Туманов). Смодор продолжал работать как репортёр, снимая последствия коллективизации (разрушение церквей и др.). Для съёмки вне павильона в 1930-е годы использовал фотоаппарат «Турист».

### Арест, ГУЛАГ и последние годы
В 1935 году арестован. 26 июля 1935 года Галичским народным судом осуждён к 3 годам ИТЛ. По данным сайта «Канал Москва-Волга», обвинение — «развращение малолетних», другие источники говорят о ложном доносе. Наказание отбывал в Дмитлаге на строительстве канала «Москва-Волга», где стал фотолетописцем стройки. С 1936 года работал фотографом в фотослужбе лагеря. 22 июля 1937 года досрочно освобождён «за ударную работу».
Вернулся в Галич с подорванным здоровьем (в частности, с поражением ног), его фотоателье было уже национализировано. В трудное время семью поддерживали рыбаки Рыбной слободы. После возвращения из лагеря Смодор уже не фотографировал, мало выходил из дома (его вывозили на улицу на самодельном стуле с колёсами).
С началом Великой Отечественной войны дом снова «уплотнили». Из Люблино приехала сестра Фаины Ароновны, врач Софья Ароновна. Фотолаборатория была перемещена на веранду. Оба сына ушли на фронт. Старший, Рафаил, был взят со срочной службы на Кавказе и погиб в районе Минеральных Вод в апреле 1943 года. Младший, Лев, одарённый рисовальщик, был мобилизован, не окончив 10 классов, направлен в школу связистов, затем на Белорусский фронт, воевал в составе 1-й армии Войска Польского. Последний раз родители видели Льва в 1943 году. Он погиб 23 апреля 1945 года в бою за деревню Линум (Германия), похоронен у деревни Флятов (ныне Złotów, Польша).
Михаил Маркович Смодор скончался 4 января 1944 года в Галиче, о чём есть запись в книге ЗАГС. Похороны были скромными и трудными: зимой гроб с трудом довезли на санях до еврейского кладбища (извозчик Яков Ковалёв не смог проехать всю дорогу), где его похоронили женщины (жена, домработница Н. А. Климова, соседки).

### Послевоенная жизнь семьи
После войны дом остался коммунальной квартирой. Фаина Ароновна с домработницей Надеждой Климовой жили в небольшой части первого этажа. В конце жизни Фаина Ароновна переехала в пристройку, поменявшись жильём с семьёй Новиковых. В её комнате хранились семейные реликвии: самовар, барометр, старинные часы, остановившиеся в момент смерти мужа. Фаина Ароновна умерла в 1987 году и похоронена на городском кладбище Галича в одной ограде с Надеждой Климовой.

## Семья
- Брат — Марк Маркович Смодор (1870—1949[1]/1948[2]). Жил в Буе примерно с 1900 года. В 1910 году открыл там фотоателье, но без большого успеха. По данным краеведа В. Н. Флерова, имел сыновей Семёна, Соломона, Илью и Менея[1] (по другим данным — пятерых сыновей[2]). Похоронен в Буе[1][2].
- Жена — Фаина Ароновна Смодор (урожд. Фарбман[1] или Форман[2]; 1893[1]/1898[3]—1987), зубной врач. Похоронена на городском кладбище Галича[1].
- Сестра жены — Софья Ароновна, врач-педиатр, жила с семьёй сестры в Галиче во время войны[1].
- Сыновья — Рафаил (1923—1943) и Лев (1926—1945). Оба погибли во время Великой Отечественной войны[1].[c]
- Племянник (сын Соломона Марковича Смодора[1], предположительно, брата Михаила и Марка) — Семён Соломонович Самодур (1911, Буй — 1991, Москва), актёр и режиссёр Центрального театра кукол под руководством С. В. Образцова, Народный артист РСФСР (1966). Учился в студии П. Я. Павлинова (с 1930) и изотехникуме Изогиза (1931—1933). С 1933 года актёр, с 1947 года — режиссёр ЦТК. Среди ролей — Конферансье («Необыкновенный концерт»), Создатель («Божественная комедия»). Постановки (совместно с Образцовым): «Кошкин дом», «Необыкновенный концерт»; самостоятельные: «Волшебная калоша», «Сказка о царе Салтане». Похоронен на Троекуровском кладбище[1].
- Племянницы (дочери Семёна Самодура) — Мария и Люба. Перед войной переехали в Галич; их дальнейшая судьба неизвестна[2].

## Наследие и выставки
Михаил Смодор оставил уникальную фотолетопись Галича первой трети XX века. Долгое время его творчество было известно лишь узкому кругу краеведов. Возрождение интереса к его наследию началось в 2015 году, когда правнучка галичского фотографа С. А. Орлова Анна Тращилова искала в Галиче архив прадеда. По её инициативе и при участии краеведа Николая Сотникова были оцифрованы фотопластины М. Смодора из фондов галичского музея.
Публикация Н. Сотниковым биографии фотографа (2016-2017) привела к сотрудничеству с Михаилом Ворошниным (КООО «Костромская старина») и организации первой крупной выставки работ Смодора в Торговых рядах Галича. Успех выставки и интерес к ней со стороны реставратора Андрея Павличенкова и французской журналистки Ирэн Коммо способствовали тому, что директор Мультимедиа Арт Музея Ольга Свиблова включила выставку Смодора в программу IX международной фотобиеннале «Мода и стиль в фотографии 2016» в Москве. На выставке «Уездный город Галич (1900–1930-е гг.) в фотографиях Михаила Смодора» было представлено около 300 работ.
Впоследствии работы Смодора экспонировались также в Костроме, Волгореченске, Буе (2018). «Костромская старина» и галичские краеведы продолжают работу по сохранению и изучению его архива.

## Дом-ателье М. М. Смодора
Дом купца Поспелова (ул. Подбельского, 8), в котором Михаил Смодор жил и работал с 1907 по 1944 год, является объектом культурного наследия регионального значения. После расселения жильцов здание около 20 лет находилось в запустении и пришло в аварийное состояние.
В октябре 2023 года руинированный дом был выкуплен у администрации Галича за символическую плату реставратором Антоном Мальцевым и фотографом Екатериной Соловьевой. Новые владельцы провели противоаварийные работы и начали подготовку проекта реставрации с целью создания в здании «Центра фотографии и визуального наследия». Планируется завершить реставрацию к 2030 году.

## Память
- Имена сыновей Михаила Смодора, Рафаила и Льва, высечены на обелиске погибшим воинам у школы № 4 города Галича, где они учились[1].
- Дом-ателье Смодора является объектом культурного наследия и находится в процессе реставрации[7].